# Light Alloy
Light Alloy (с англ. — «лёгкий сплав») — популярный бесплатный мультимедиаплеер для Microsoft Windows, первоначально разработанный российской компанией Softella. С версии 4.2 разрабатывается командой энтузиастов под общим названием Vortex Team. Проигрыватель поддерживает все распространённые мультимедийные форматы. Основная особенность — простота использования и в то же время многообразие настроек. Проигрыватель оптимизирован для быстрого запуска и минимальной загрузки системы, а также предоставляет возможности для настройки «под себя». Быстро перематывает видео, умеет загружать субтитры, может сворачиваться в трей, может управляться с пульта дистанционного управления (WinLIRC), умеет регулировать яркость, контраст и насыщенность изображения, делает снимки с экрана, поддерживает мультимедийные клавиатуры, позволяет делать закладки в списке и устанавливать метки на временной линейке, позволяет выбирать звуковые дорожки и субтитры в многоязычных фильмах, одновременно выводить на экран две пары субтитров, имеет полную поддержку DVD. Проигрыватель отличается также наличием встроенных кодеков для всех основных медиа-форматов.

## Поддерживаемые форматы файлов

### Видео
- .3gp — 3rd Generation platform
- .ASF — Advanced Systems Format
- .AVI — Audio Video Interleave
- .DAT — Digital Audio Tape (звуковой носитель)
- .DIVX — AVI file compressed with DivX coder
- .FLV — Flash Video
- .M1V — MPEG1 only video
- .M2V — MPEG2 only video
- .MKV — Matroska video
- .MOV — Quick Time Movie
- .MP4 — MPEG-4
- .MPE — Motion Picture Experts Group
- .MPEG — Motion Picture Experts Group
- .MPG — Motion Picture Experts Group
- .MPV — Motion Picture Experts Group
- .OGM — Ogg Media
- .QT — QuickTime Movie
- .RM — Real Media
- .RV — Real Video
- .VOB — DVD Video Object
- .WM — Windows Media
- .WMV — Windows Media Video

### Аудио
- .AAC — Advanced Audio Coding
- .AC3 — Dolby Digital AC3 Sound
- .AIF — Apple Audio
- .AIFC — Apple Audio
- .AIFF — Apple Audio
- .APE — Monkey’s Audio
- .AU — Sun Audio
- .FLAC — Free Lossless Audio Codec
- .IT — Impulse Tracker Module
- .KAR — Karaoke (MIDI)
- .MID — Musical Interface Digital Instruments
- .MIDI — Musical Interface Digital Instruments
- .MKA — Matroska Audio
- .MOD — Tracker Module
- .MP1 — Audio MPEG1 Layer-1
- .MP2 — Audio MPEG1 Layer-2
- .MP3 — Audio MPEG1 Layer-3
- .MPA — Audio MPEG
- .MPC — Musepack
- .OGG — Ogg Audio
- .RA — RealAudio
- .RAM — RealMedia
- .RMI — MIDI
- .S3M — Scream Tracker 3 Module
- .SND — Sun Audio
- .STM — Scream Tracker Module
- .WAV — Windows Wave PCM Audio
- .WMA — Windows Media Audio
- .XM — Fast Tracker Module

## Статус
От автора:
"Это последняя версия Light Alloy (4.10.х) с нововведениями, и проект переходит в режим исключительно технической поддержки. Команда плеера теперь полностью сфокусирована в работе над новым проигрывателем - Verona Player"